# Beechhurst
Beechhurst est un quartier de New York situé dans le nord-est de l’arrondissement du Queens.

## Situation
Beechhurst se trouve au nord-est de Whitestone, bordé par l'East River au nord, la Cross Island Parkway au sud et les abords des ponts Throgs Neck et Whitestone à l'est et à l'ouest, respectivement. Il est également bordé par la partie la plus occidentale du Long Island Sound.
Beechhurst est une zone avec une diversité de logements. Beechhurst fait partie du 109e arrondissement du département de police de la ville de New York et du district communautaire 7 du Queens.

## Histoire
À l'époque du cinéma muet, Beechhurst était une des destinations de vacances préférée des riches et des célébrités. Des domaines bordaient le front de mer, notamment la maison Arthur et Dorothy Dalton Hammerstein, qui est un monument de la ville de New York. L'hôtel Beechhurst Towers (actuellement immeuble d'appartements coopératif) était l'un des favoris de l'actrice Mary Pickford et était fréquenté par de nombreuses stars de Broadway et les premières stars du cinéma, notamment les Marx Brothers et W. C. Fields.
L'industriel Harvey Firestone possédait un domaine sur le front de mer de Beechhurst, fréquemment visité par les amis de son fils, Zelda et F. Scott Fitzgerald.